# Nguyễn Quang Dương
Nguyễn Quang Dương (sinh năm 1962) là một chính khách Việt Nam. Ông hiện là Ủy viên Ban Chấp hành Trung ương Đảng Cộng sản Việt Nam khóa XIII, Phó Trưởng ban Tổ chức Trung ương.

## Tiểu sử
Nguyễn Quang Dương sinh ngày 7 tháng 11 năm 1962, tại xã Dương Liễu, huyện Hoài Đức (nay là thôn Dương Liễu, xã Dương Hòa), thành phố Hà Nội.
Sự nghiệp của ông trải qua nhiều cương vị công tác khác nhau từ Đảng ủy viên, Chánh Văn phòng Đảng uỷ Cơ quan Bộ Lao động Thương binh và Xã hội; Phó Trưởng Ban Tổ chức, Phó Chủ nhiệm Thường trực Ủy ban Kiểm tra, Ủy viên Ban Thường vụ, Chủ nhiệm Ủy ban Kiểm tra Đảng ủy Khối Cơ quan Kinh tế Trung ương và Đảng ủy Khối Doanh nghiệp Trung ương.
Từ tháng 11/2010 ông Nguyễn Quang Dương là Phó Bí thư, Phó Bí thư Thường trực Đảng ủy Khối Doanh nghiệp Trung ương. Tại Đại hội Đảng Cộng sản Việt Nam lần thứ XII, diễn ra từ ngày 20 đến 28 tháng 1 năm 2016, ông trúng cử Ủy viên Ban Chấp hành Trung ương Đảng Cộng sản Việt Nam khóa XII. Tháng 4 năm 2016, ông được chỉ định thôi tham gia Ban Chấp hành, Ban Thường vụ và thôi giữ chức Phó Bí thư Thường trực Đảng ủy Khối Doanh nghiệp Trung ương nhiệm kỳ 2015 - 2020, và tham gia Ban Chấp hành, Ban Thường vụ và giữ chức Bí thư Đảng ủy Khối các cơ quan Trung ương nhiệm kỳ 2015 - 2020.
Sáng ngày 30 tháng 11 năm 2017, Bộ Chính trị điều động và phân công ông tham gia Ban Chấp hành Đảng bộ tỉnh, Ban Thường vụ Tỉnh ủy và giữ chức vụ Bí thư Tỉnh ủy Bạc Liêu, nhiệm kỳ 2015-2020.
Ngày 05 tháng 07 năm 2020, Bộ Chính trị điều động, phân công ông giữ chức Phó trưởng Ban Tổ chức Trung ương.
Ngày 30 tháng 01 năm 2021, tại Đại hội đại biểu toàn quốc lần thứ XIII của Đảng, Ông Nguyễn Quang Dương được bầu là Ủy viên Ban Chấp hành Trung ương Đảng Cộng sản Việt Nam khoá XIII, nhiệm kỳ 2021-2026.